# Progressione del record mondiale dei 200 m rana
In vasca corta (25 metri) i record del mondo sono omologati dalla FINA dal 3 marzo 1991.

## Uomini

### Vasca lunga
| #                         | Tempo   | +   | Atleta             | Nazionalità      | Data              | Evento                 | Luogo                        | Ref   |
| ------------------------- | ------- | --- | ------------------ | ---------------- | ----------------- | ---------------------- | ---------------------------- | ----- |
| Rana-farfalla             |         |     |                    |                  |                   |                        |                              |       |
| 1                         | 3'09"2  |     | Frederick Holman   | Gran Bretagna    | 18 luglio 1908    | Giochi olimpici        | Londra, Regno Unito          |       |
| 2                         | 3'08"3  |     | Robert Andersson   | Svezia           | 18 aprile 1909    |                        | Stoccolma, Svezia            |       |
| 3                         | 3'00"8  |     | Félicien Courbet   | Belgio           | 2 ottobre 1910    |                        | Schaerbeek, Belgio           |       |
| 4                         | 2'56"6  |     | Percy Courtman     | Gran Bretagna    | 28 luglio 1914    |                        | Garston, Regno Unito         |       |
| 5                         | 2'54"4  |     | Erich Rademacher   | Germania         | 12 novembre 1922  |                        | Amsterdam, Paesi Bassi       |       |
| 6                         | 2'52"6  |     | Robert Skelton     | Stati Uniti      | 21 marzo 1924     |                        | Milwaukee, Stati Uniti       |       |
| 7                         | 2'50"4  |     | Erich Rademacher   | Germania         | 7 aprile 1924     |                        | Magdeburgo, Germania         |       |
| 8                         | 2'48"0  |     | Erich Rademacher   | Germania         | 11 marzo 1927     |                        | Bruxelles, Belgio            |       |
| 9                         | 2'45"0  |     | Yoshiyuki Tsuruta  | Giappone         | 27 luglio 1929    |                        | Kyoto, Giappone              |       |
| 10                        | 2'44"6  |     | Lionel Spence      | Stati Uniti      | 2 aprile 1931     |                        | Chicago, Stati Uniti         |       |
| 11                        | 2'44"0  |     | Lionel Spence      | Stati Uniti      | 1º aprile 1932    |                        | New Haven, Stati Uniti       |       |
| 12                        | 2'42"6  |     | Jacques Cartonnet  | Francia          | 8 febbraio 1933   |                        | Parigi, Francia              |       |
| 13                        | 2'42"4  |     | Erwin Sietas       | Germania         | 16 marzo 1935     |                        | Düsseldorf, Germania         |       |
| 14                        | 2'39"6  |     | Jacques Cartonnet  | Francia          | 4 maggio 1935     |                        | Parigi, Francia              |       |
| 15                        | 2'37"2  |     | Jack Kasley        | Stati Uniti      | 28 marzo 1936     |                        | New Haven, Stati Uniti       |       |
| 16                        | 2'36"8  |     | Alfred Nakache     | Francia          | 6 luglio 1941     |                        | Marsiglia, Francia           |       |
| 17                        | 2'35"6  |     | Joe Verdeur        | Stati Uniti      | 5 aprile 1946     |                        | Bainbridge, Stati Uniti      |       |
| 18                        | 2'35"0  |     | Joe Verdeur        | Stati Uniti      | 15 febbraio 1947  |                        | New Haven, Stati Uniti       |       |
| 19                        | 2'32"0  |     | Joe Verdeur        | Stati Uniti      | 14 febbraio 1948  |                        | New Haven, Stati Uniti       |       |
| 20                        | 2'30"5  |     | Joe Verdeur        | Stati Uniti      | 2 aprile 1948     |                        | New Haven, Stati Uniti       |       |
| 21                        | 2'30"0  |     | Joe Verdeur        | Stati Uniti      | 28 giugno 1948    |                        | New Haven, Stati Uniti       |       |
| 22                        | 2'28"3  |     | Joe Verdeur        | Stati Uniti      | 31 marzo 1950     |                        | New Haven, Stati Uniti       |       |
| 23                        | 2'27"3  |     | Herbert Klein      | Germania Ovest   | 9 giugno 1951     |                        | Monaco, Germania Ovest       |       |
| Separazione rana-farfalla |         |     |                    |                  |                   |                        |                              |       |
| 24                        | 2'37"4  |     | Knud Gleie         | Danimarca        | 14 febbraio 1953  |                        | Copenaghen, Danimarca        |       |
| 25                        | 2'36"6  |     | Masaru Furukawa    | Giappone         | 10 aprile 1954    |                        | Tokyo, Giappone              |       |
| 26                        | 2'35"4  |     | Masaru Furukawa    | Giappone         | 10 aprile 1954    |                        | Tokyo, Giappone              |       |
| 27                        | 2'35"2  |     | Mamoru Tanaka      | Giappone         | 17 settembre 1954 |                        | Tokyo, Giappone              |       |
| 28                        | 2'33"7  |     | Masaru Furukawa    | Giappone         | 5 agosto 1955     |                        | Tokyo, Giappone              |       |
| 29                        | 2'31"0  |     | Masaru Furukawa    | Giappone         | 1º ottobre 1955   |                        | Tokyo, Giappone              |       |
| Nuovo regolamento         |         |     |                    |                  |                   |                        |                              |       |
| 30                        | 2'36"5  | 55y | Terry Gathercole   | Australia        | 28 giugno 1958    |                        | Townsville, Australia        |       |
| 31                        | 2'33"6  |     | Chet Jastremski    | Stati Uniti      | 28 luglio 1961    |                        | Tokyo, Giappone              |       |
| 32                        | 2'29"6  |     | Chet Jastremski    | Stati Uniti      | 19 agosto 1961    |                        | Los Angeles, Stati Uniti     |       |
| 33                        | 2'28"2  |     | Chet Jastremski    | Stati Uniti      | 30 agosto 1964    |                        | New York, Stati Uniti        |       |
| 34                        | 2'27"8  |     | Ian O'Brien        | Australia        | 15 ottobre 1964   | Giochi olimpici        | Tokyo, Giappone              |       |
| 35                        | 2'27"4  |     | Vladimir Kosinskij | Unione Sovietica | 3 aprile 1968     |                        | Tallinn, Unione Sovietica    |       |
| 36                        | 2'26"5  |     | Nikolaj Pankin     | Unione Sovietica | 22 marzo 1969     |                        | Minsk, Unione Sovietica      |       |
| 37                        | 2'25"4  |     | Nikolaj Pankin     | Unione Sovietica | 19 aprile 1969    |                        | Magdeburgo, Germania Est     |       |
| 38                        | 2'23"5  |     | Brian Job          | Stati Uniti      | 22 agosto 1970    |                        | Los Angeles, Stati Uniti     |       |
| 39                        | 2'22"79 |     | John Hencken       | Stati Uniti      | 3 agosto 1972     |                        | Chicago, Stati Uniti         |       |
| 40                        | 2'21"55 |     | John Hencken       | Stati Uniti      | 2 settembre 1972  | Giochi olimpici        | Monaco, Germania Ovest       |       |
| 41                        | 2'20"52 |     | John Hencken       | Stati Uniti      | 24 agosto 1973    |                        | Louisville, Stati Uniti      |       |
| 42                        | 2'19"28 |     | David Wilkie       | Gran Bretagna    | 9 settembre 1973  | Campionati mondiali    | Belgrado, Jugoslavia         |       |
| 43                        | 2'18"93 |     | John Hencken       | Stati Uniti      | 24 agosto 1974    |                        | Concord, Stati Uniti         |       |
| 44                        | 2'18"21 |     | John Hencken       | Stati Uniti      | 1º settembre 1974 |                        | Concord, Stati Uniti         |       |
| 45                        | 2'15"11 |     | David Wilkie       | Gran Bretagna    | 24 luglio 1976    | Giochi olimpici        | Montréal, Canada             |       |
| 46                        | 2'14"77 |     | Victor Davis       | Canada           | 8 agosto 1982     | Campionati mondiali    | Guayaquil, Ecuador           |       |
| 47                        | 2'14"58 |     | Victor Davis       | Canada           | 17 giugno 1984    |                        | Etobicoke, Canada            |       |
| 48                        | 2'13"34 |     | Victor Davis       | Canada           | 2 agosto 1984     | Giochi olimpici        | Los Angeles, Stati Uniti     |       |
| 49                        | 2'12"90 |     | Mike Barrowman     | Stati Uniti      | 4 agosto 1989     |                        | Los Angeles, Stati Uniti     |       |
| 49 =                      | 2'12"90 |     | Nick Gillingham    | Gran Bretagna    | 19 agosto 1989    | Campionati europei     | Bonn, Germania Ovest         |       |
| 50                        | 2'12"89 |     | Mike Barrowman     | Stati Uniti      | 20 agosto 1989    |                        | Tokyo, Giappone              |       |
| 51                        | 2'11"53 |     | Mike Barrowman     | Stati Uniti      | 20 luglio 1990    |                        | Seattle, Stati Uniti         |       |
| 52                        | 2'11"23 |     | Mike Barrowman     | Stati Uniti      | 13 gennaio 1991   | Campionati mondiali    | Perth, Australia             |       |
| 53                        | 2'10"60 |     | Mike Barrowman     | Stati Uniti      | 13 agosto 1991    |                        | Fort Lauderdale, Stati Uniti |       |
| 54                        | 2'10"16 |     | Mike Barrowman     | Stati Uniti      | 29 luglio 1992    | Giochi olimpici        | Barcellona, Spagna           |       |
| 55                        | 2'09"97 |     | Kōsuke Kitajima    | Giappone         | 2 ottobre 2002    |                        | Pusan, Corea del Sud         |       |
| 56                        | 2'09"52 |     | Dmitrij Komornikov | Russia           | 14 giugno 2003    |                        | Barcellona, Spagna           |       |
| 57                        | 2'09"42 |     | Kōsuke Kitajima    | Giappone         | 24 luglio 2003    | Campionati mondiali    | Barcellona, Spagna           |       |
| 58                        | 2'09"04 |     | Brendan Hansen     | Stati Uniti      | 11 luglio 2004    |                        | Long Beach, Stati Uniti      |       |
| 59                        | 2'08"74 |     | Brendan Hansen     | Stati Uniti      | 5 agosto 2006     |                        | Irvine, Stati Uniti          |       |
| 60                        | 2'08"50 |     | Brendan Hansen     | Stati Uniti      | 21 agosto 2006    | Campionati panpacifici | Victoria, Canada             |       |
| 61                        | 2'07"51 |     | Kōsuke Kitajima    | Giappone         | 8 giugno 2008     |                        | Tokyo, Giappone              |       |
| 62                        | 2'07"31 |     | Christian Sprenger | Australia        | 30 luglio 2009    | Campionati mondiali    | Roma, Italia                 |       |
| 63                        | 2'07"28 |     | Dániel Gyurta      | Ungheria         | 1º agosto 2012    | Giochi olimpici        | Londra, Regno Unito          |       |
| 64                        | 2'07"01 |     | Akihiro Yamaguchi  | Giappone         | 15 settembre 2012 |                        | Gifu, Giappone               |       |
| 65                        | 2'06"67 |     | Ippei Watanabe     | Giappone         | 29 gennaio 2017   | Kosuke Kitajima Cup    | Tokyo, Giappone              | [ 1 ] |
| 66                        | 2'06"12 |     | Anton Čupkov       | Russia           | 26 luglio 2019    | Campionati mondiali    | Gwangju, Corea del Sud       |       |
| 67                        | 2'05"95 |     | Zac Stubblety-Cook | Australia        | 19 maggio 2022    | Campionati australiani | Adelaide, Australia          |       |
| 68                        | 2'05"48 |     | Qin Haiyang        | Cina             | 28 luglio 2023    | Campionati mondiali    | Fukuoka, Giappone            |       |

Legenda: Ref - Referto della gara;
Record non ottenuti in finale: (b) - batteria; (sf) - semifinale; (s) - staffetta prima frazione.

### Vasca corta
| #  | Tempo   | + | Atleta             | Nazionalità   | Data             | Evento                        | Luogo                      | Ref   |
| -- | ------- | - | ------------------ | ------------- | ---------------- | ----------------------------- | -------------------------- | ----- |
| 1  | 2'08"15 |   | Nick Gillingham    | Gran Bretagna | 20 ottobre 1991  |                               | Birmingham, Regno Unito    |       |
| 2  | 2'07"79 |   | Andrej Korneev     | Russia        | 28 marzo 1993    |                               | Parigi, Francia            |       |
| 3  | 2'07"59 |   | Roman Sludnov      | Russia        | 19 marzo 2000    | Campionati mondiali           | Atene, Grecia              |       |
| 4  | 2'06"40 |   | Ed Moses           | Stati Uniti   | 25 marzo 2000    |                               | Minneapolis, Stati Uniti   |       |
| 5  | 2'04"37 |   | Ed Moses           | Stati Uniti   | 18 gennaio 2002  | Coppa del Mondo               | Parigi, Francia            |       |
| 6  | 2'03"28 |   | Ed Moses           | Stati Uniti   | 22 gennaio 2002  | Coppa del Mondo               | Stoccolma, Svezia          |       |
| 7  | 2'03"17 |   | Ed Moses           | Stati Uniti   | 26 gennaio 2002  | Coppa del Mondo               | Berlino, Germania          |       |
| 8  | 2'02"92 |   | Ed Moses           | Stati Uniti   | 17 gennaio 2004  | Coppa del Mondo               | Berlino, Germania          |       |
| 9  | 2'01"98 |   | Christian Sprenger | Australia     | 10 agosto 2009   | Campionati australiani        | Hobart, Australia          |       |
| 10 | 2'00"67 |   | Dániel Gyurta      | Ungheria      | 13 dicembre 2009 | Campionati europei            | Istanbul, Turchia          |       |
| 11 | 2'00"48 |   | Dániel Gyurta      | Ungheria      | 31 agosto 2014   | Coppa del Mondo               | Dubai, Emirati Arabi Uniti |       |
| 12 | 2'00"44 |   | Marco Koch         | Germania      | 20 novembre 2016 | Campionati nazionali tedeschi | Berlino, Germania          | [ 2 ] |
| 13 | 2'00"16 |   | Kirill Prigoda     | Russia        | 13 dicembre 2018 | Campionati mondiali           | Hangzhou, Cina             | [ 3 ] |

Legenda: Ref - Referto della gara;
Record non ottenuti in finale: (b) - batteria; (sf) - semifinale; (s) - staffetta prima frazione.

## Donne

### Vasca lunga
| #                 | Tempo   | +   | Atleta                 | Nazionalità      | Data              | Evento              | Luogo | Ref   |
| ----------------- | ------- | --- | ---------------------- | ---------------- | ----------------- | ------------------- | --- | ----- |
| 1                 | 3'38"2  |     | E. van den Bogaert     | Belgio           | 7 agosto 1921     |                     | Anversa, Belgio |       |
| 2                 | 3'34"6  |     | E. van den Bogaert     | Belgio           | 6 maggio 1922     |                     | Bruxelles, Belgio |       |
| 3                 | 3'31"4  |     | E. van den Bogaert     | Belgio           | 4 ottobre 1922    |                     | Anversa, Belgio |       |
| 4                 | 3'20"4  |     | Irene Gilbert          | Gran Bretagna    | 18 giugno 1923    |                     | Rotherham, Regno Unito |       |
| 5                 | 3'20"2  |     | Erna Murray            | Germania         | 5 aprile 1925     |                     | Lipsia, Germania |       |
| 6                 | 3'19"1  |     | Brita Hazelius         | Svezia           | 11 agosto 1926    |                     | Stoccolma, Svezia |       |
| 7                 | 3'18"4  |     | Marie Baron            | Paesi Bassi      | 24 ottobre 1926   |                     | Bruxelles, Belgio |       |
| 8                 | 3'16"6  |     | Else Jacobsen          | Danimarca        | 20 agosto 1927    |                     | Oslo, Norvegia |       |
| 9                 | 3'15"8  |     | Lotte Mühe             | Germania         | 15 aprile 1928    |                     | Magdeburgo, Germania |       |
| 10                | 3'12"8  |     | Marie Baron            | Paesi Bassi      | 22 aprile 1928    |                     | Rotterdam, Paesi Bassi |       |
| 11                | 3'11"2  |     | Lotte Mühe             | Germania         | 15 luglio 1928    |                     | Berlino, Germania |       |
| 12                | 3'10"6  |     | Margery Hinton         | Gran Bretagna    | 20 luglio 1931    |                     | Manchester, Regno Unito |       |
| 13                | 3'08"4  |     | Clare Dennis           | Australia        | 18 gennaio 1932   |                     | Sydney, Australia |       |
| 14                | 3'08"2  |     | Lisa Rocke             | Germania         | 21 aprile 1932    |                     | Lipsia, Germania |       |
| 15                | 3'03"4  |     | Else Jacobsen          | Danimarca        | 11 maggio 1932    |                     | Stoccolma, Svezia |       |
| 16                | 3'00"4  |     | Hideko Maehata         | Giappone         | 30 settembre 1933 |                     | Tokyo, Giappone |       |
| 17                | 3'00"2  |     | Jopie Waalberg         | Paesi Bassi      | 11 maggio 1937    |                     | Amsterdam, Paesi Bassi |       |
| 18                | 2'58"0  |     | Jopie Waalberg         | Paesi Bassi      | 27 giugno 1937    |                     | Zaandijk, Paesi Bassi |       |
| 19                | 2'56"9  |     | Jopie Waalberg         | Paesi Bassi      | 2 ottobre 1937    |                     | Gand, Belgio |       |
| 20                | 2'56"0  |     | Maria Lenk             | Brasile          | 8 novembre 1939   |                     | Rio de Janeiro, Brasile |       |
| 21                | 2'52"6  |     | Petronella van Vliet   | Paesi Bassi      | 17 agosto 1946    |                     | Bilthoven, Paesi Bassi |       |
| 22                | 2'51"9  |     | Petronella van Vliet   | Paesi Bassi      | 29 marzo 1947     |                     | Amsterdam, Paesi Bassi |       |
| 23                | 2'49"2  |     | Petronella van Vliet   | Paesi Bassi      | 20 luglio 1947    |                     | Hilversum, Paesi Bassi |       |
| 24                | 2'48"8  |     | Éva Novák              | Ungheria         | 21 ottobre 1950   |                     | Székesfehérvár, Ungheria |       |
| 25                | 2'48"5  |     | Éva Novák              | Ungheria         | 5 maggio 1951     |                     | [[File: Flag of the Soviet Union (1936 – 1955).svg\|class=noviewer\| Unione Sovietica (bandiera)\|border\|20x16px]] Mosca, Unione Sovietica |       |
| 26                | 2'46"4  |     | Ada den Haan           | Paesi Bassi      | 13 novembre 1956  |                     | Naarden, Paesi Bassi |       |
| Nuovo regolamento |         |     |                        |                  |                   |                     | |       |
| 27                | 2'52"5  | 55y | Ada den Haan           | Paesi Bassi      | 18 maggio 1957    |                     | Blackpool, Regno Unito |       |
| 28                | 2'51"9  |     | Ada den Haan           | Paesi Bassi      | 3 agosto 1957     |                     | Rhenen, Paesi Bassi |       |
| 29                | 2'51"3  |     | Ada den Haan           | Paesi Bassi      | 4 agosto 1957     |                     | Rhenen, Paesi Bassi |       |
| 30                | 2'50"3  |     | Anita Lonsbrough       | Gran Bretagna    | 25 luglio 1959    |                     | Waalwijk, Paesi Bassi |       |
| 31                | 2'50"2  |     | Wiltrud Urselmann      | Germania Ovest   | 6 giugno 1960     |                     | Aquisgrana, Germania Ovest |       |
| 32                | 2'49"5  |     | Anita Lonsbrough       | Gran Bretagna    | 27 agosto 1960    | Giochi olimpici     | Roma, Italia |       |
| 33                | 2'48"0  |     | Karin Beyer            | Germania Est     | 5 agosto 1961     |                     | Budapest, Ungheria |       |
| 34                | 2'47"7  | 55y | Galina Prozumenščikova | Unione Sovietica | 11 aprile 1964    |                     | Blackpool, Regno Unito |       |
| 35                | 2'45"4  |     | Galina Prozumenščikova | Unione Sovietica | 17 maggio 1964    |                     | Berlino Est, Germania Est |       |
| 36                | 2'45"3  |     | Galina Prozumenščikova | Unione Sovietica | 12 settembre 1965 |                     | Groningen, Paesi Bassi |       |
| 37                | 2'40"8  |     | Galina Prozumenščikova | Unione Sovietica | 22 agosto 1966    |                     | Utrecht, Paesi Bassi |       |
| 38                | 2'40"5  |     | Catie Ball             | Stati Uniti      | 9 luglio 1967     |                     | Santa Clara, Stati Uniti |       |
| 39                | 2'39"5  |     | Catie Ball             | Stati Uniti      | 20 agosto 1967    |                     | Filadelfia, Stati Uniti |       |
| 40                | 2'38"5  |     | Catie Ball             | Stati Uniti      | 26 agosto 1968    |                     | Los Angeles, Stati Uniti |       |
| 41                | 2'37"89 |     | Anne-Katrin Schott     | Germania Est     | 6 luglio 1974     |                     | Rostock, Germania Est |       |
| 42                | 2'37"44 | b   | Karla Linke            | Germania Est     | 19 agosto 1974    | Campionati europei  | Vienna, Austria |       |
| 43                | 2'34"99 |     | Karla Linke            | Germania Est     | 19 agosto 1974    | Campionati europei  | Vienna, Austria |       |
| 44                | 2'33"35 |     | Marina Koševaja        | Unione Sovietica | 21 luglio 1976    | Giochi olimpici     | Montréal, Canada |       |
| 45                | 2'33"32 |     | Julija Bogdanova       | Unione Sovietica | 7 aprile 1978     |                     | Leningrado, Unione Sovietica |       |
| 46                | 2'33"11 | b   | Lina Kačiušytė         | Unione Sovietica | 24 agosto 1978    | Campionati mondiali | Berlino Ovest, Germania Ovest |       |
| 47                | 2'31"42 |     | Lina Kačiušytė         | Unione Sovietica | 28 agosto 1978    | Campionati mondiali | Berlino Ovest, Germania Ovest |       |
| 48                | 2'31"09 |     | Svetlana Varganova     | Unione Sovietica | 30 marzo 1979     |                     | Minsk, Unione Sovietica |       |
| 49                | 2'28"36 |     | Lina Kačiušytė         | Unione Sovietica | 6 aprile 1979     |                     | Potsdam, Germania Est |       |
| 50                | 2'28"33 |     | Silke Hörner           | Germania Est     | 5 giugno 1985     |                     | Lipsia, Germania Est |       |
| 51                | 2'28"20 |     | Sylvia Gerasch         | Germania Est     | 1º marzo 1986     |                     | Leningrado, Unione Sovietica |       |
| 52                | 2'27"40 |     | Silke Hörner           | Germania Est     | 22 agosto 1986    | Campionati mondiali | Madrid, Spagna |       |
| 53                | 2'27"27 |     | Allison Higson         | Canada           | 28 maggio 1988    |                     | Montréal, Canada |       |
| 54                | 2'26"71 |     | Silke Hörner           | Germania Est     | 21 settembre 1988 | Giochi olimpici     | Seul, Corea del Sud |       |
| 55                | 2'25"92 |     | Anita Nall             | Stati Uniti      | 2 marzo 1992      |                     | Indianapolis, Stati Uniti |       |
| 56                | 2'25"35 |     | Anita Nall             | Stati Uniti      | 2 marzo 1992      |                     | Indianapolis, Stati Uniti |       |
| 57                | 2'24"76 |     | Rebecca Brown          | Australia        | 18 marzo 1994     |                     | Brisbane, Australia |       |
| 58                | 2'24"69 |     | Penelope Heyns         | Sudafrica        | 17 luglio 1999    |                     | Los Angeles, Stati Uniti |       |
| 59                | 2'24"51 |     | Penelope Heyns         | Sudafrica        | 17 luglio 1999    |                     | Los Angeles, Stati Uniti |       |
| 60                | 2'24"42 |     | Penelope Heyns         | Sudafrica        | 26 agosto 1999    |                     | Sydney, Australia |       |
| 61                | 2'23"64 |     | Penelope Heyns         | Sudafrica        | 27 agosto 1999    |                     | Sydney, Australia |       |
| 62                | 2'22"99 |     | Qi Hui                 | Cina             | 13 aprile 2001    |                     | Hangzhou, Cina |       |
| 62 =              | 2'22"99 |     | Amanda Beard           | Stati Uniti      | 25 luglio 2003    | Campionati mondiali | Barcellona, Spagna |       |
| 63                | 2'22"96 |     | Leisel Jones           | Australia        | 10 luglio 2004    |                     | Brisbane, Australia |       |
| 64                | 2'22"44 |     | Amanda Beard           | Stati Uniti      | 12 luglio 2004    |                     | Long Beach, Stati Uniti |       |
| 65                | 2'21"72 |     | Leisel Jones           | Australia        | 29 luglio 2005    | Campionati mondiali | Montréal, Canada |       |
| 66                | 2'20"54 |     | Leisel Jones           | Australia        | 1º febbraio 2006  |                     | Melbourne, Australia |       |
| 67                | 2'20"22 |     | Rebecca Soni           | Stati Uniti      | 15 agosto 2008    | Giochi olimpici     | Pechino, Cina |       |
| 68                | 2'20"12 |     | Annamay Pierse         | Canada           | 30 luglio 2009    | Campionati mondiali | Roma, Italia |       |
| 69                | 2'20"00 | sf  | Rebecca Soni           | Stati Uniti      | 1º agosto 2012    | Giochi olimpici     | Londra, Regno Unito |       |
| 70                | 2'19"59 |     | Rebecca Soni           | Stati Uniti      | 2 agosto 2012     | Giochi olimpici     | Londra, Regno Unito |       |
| 71                | 2'19"11 | sf  | Rikke Møller Pedersen  | Danimarca        | 1º agosto 2013    | Campionati mondiali | Barcellona, Spagna | [ 4 ] |
| 72                | 2'18"95 |     | Tatjana Schoenmaker    | Sudafrica        | 30 luglio 2021    | Giochi olimpici     | Tokyo, Giappone |       |
| 73                | 2'17"55 |     | Evgenija Čikunova      | Russia           | 21 aprile 2023    | Campionati russi    | Kazan', Russia | [ 5 ] |

Legenda: Ref - Referto della gara;
Record non ottenuti in finale: (b) - batteria; (sf) - semifinale; (s) - staffetta prima frazione.

### Vasca corta
| #  | Tempo   | + | Atleta         | Nazionalità | Data             | Evento              | Luogo                    | Ref   |
| -- | ------- | - | -------------- | ----------- | ---------------- | ------------------- | ------------------------ | ----- |
| 1  | 2'22"89 | b | Dai Guohong    | Cina        | 3 dicembre 1993  | Campionati mondiali | Palma di Maiorca, Spagna |       |
| 2  | 2'21"99 |   | Dai Guohong    | Cina        | 3 dicembre 1993  | Campionati mondiali | Palma di Maiorca, Spagna |       |
| 3  | 2'20"85 |   | Samantha Riley | Australia   | 1º dicembre 1995 | Campionati mondiali | Rio de Janeiro, Brasile  |       |
| 4  | 2'20"22 |   | Masami Tanaka  | Giappone    | 2 aprile 1999    | Campionati mondiali | Hong Kong, Cina          |       |
| 5  | 2'19"25 |   | Qi Hui         | Cina        | 28 gennaio 2001  | Coppa del Mondo     | Parigi, Francia          |       |
| 6  | 2'18"86 |   | Qi Hui         | Cina        | 2 dicembre 2002  | Coppa del Mondo     | Shanghai, Cina           |       |
| 7  | 2'17"75 |   | Leisel Jones   | Australia   | 29 novembre 2003 | Coppa del Mondo     | Melbourne, Australia     |       |
| 8  | 2'17"50 |   | Annamay Pierse | Canada      | 14 marzo 2009    | Campionati canadesi | Toronto, Canada          |       |
| 9  | 2'16"83 |   | Annamay Pierse | Canada      | 7 agosto 2009    | British Grand Prix  | Leeds, Regno Unito       |       |
| 10 | 2'15"42 |   | Leisel Jones   | Australia   | 15 novembre 2009 | Coppa del Mondo     | Berlino, Germania        |       |
| 11 | 2'14"57 |   | Rebecca Soni   | Stati Uniti | 18 dicembre 2009 | Duel in the Pool    | Manchester, Regno Unito  | [ 6 ] |
| 12 | 2'14"16 |   | Kate Douglass  | Stati Uniti | 24 ottobre 2024  | Coppa del Mondo     | Incheon, Corea del Sud   | [ 7 ] |
| 13 | 2'12"72 |   | Kate Douglass  | Stati Uniti | 31 ottobre 2024  | Coppa del Mondo     | Singapore                | [ 8 ] |
| 14 | 2'12"50 |   | Kate Douglass  | Stati Uniti | 13 dicembre 2024 | Campionati mondiali | Budapest, Ungheria       | [ 9 ] |

Legenda: Ref - Referto della gara;
Record non ottenuti in finale: (b) - batteria; (sf) - semifinale; (s) - staffetta prima frazione.